# Master of Reality
Master of Reality er det britiske heavy metal band Black Sabbaths 3. album.
Produktionen blev færdiggjort i april 1971, og i juli udgav bandet Master of Reality, blot seks måneder efter udgivelsen af Paranoid.

## Indhold
Master of Reality indeholdt Black Sabbaths første akustiske sange sammen med fanfavoritter som "Children of the Grave" og "Sweet Leaf". Nummeret "Solitude" illustrerer Tony Iommi's multi-instrumentale talenter, idet han udover guitar, også spiller fløjte og piano.

## Placering på salgslisterne
Albummet nåede top ti i både USA og Storbritannien, og opnåede guld efter mindre end to måneder i handelen. Senere i 1980'erne opnåede albummet platin og dobbelt platin i begyndelsen af det 21. århundrede. 

## Anmeldelser
Atter var samtidens anmeldere meget kritiske overfor albummet, blandt disse Lester Bangs fra Rolling Stone der betegnede Master of Reality som "naivt, simpelt, monotont, absolut dårlige vers". Denne opfattelse blev revideret, da det samme magasin i 2003 placerede albummet som nummer 298 på deres liste over de 500 bedste albums nogensinde), 500 Greatest Albums of All Time. I denne forbindelse beskrives albummet som "the definitive studio relic of Sabbath's golden-hellfire era (1970-74)..." 

## Spor

### Side one
1. "Sweet Leaf" – 5:05
2. "After Forever" (Iommi) – 5:27
3. "Embryo" (Iommi) – 0:29
4. "Children of the Grave" – 5:18

### Side two
1. "Orchid" (Iommi) – 1:30
2. "Lord of this World" – 5:27
3. "Solitude" – 5:02
4. "Into the Void" – 6:13

Alle sange skrevet af Tony Iommi, Bill Ward , Geezer Butler og Ozzy Osbourne, hvis intet andet fremgår.

## Medvirkende
- Ozzy Osbourne – forsanger
- Tony Iommi – guitar, fløjte, piano
- Geezer Butler – basguitar
- Bill Ward – trommer, backing vokal
- Keef – photography, poster design
- Mike Stanfod – art direction